# Morti nel 1609
| Questa pagina contiene informazioni ricavate automaticamente dalle voci biografiche con l'ausilio del template Bio e di un bot. L'aggiornamento è periodico e automatico e ricostruisce completamente la pagina. Se manca una persona in questa lista, sei pregato di non aggiungerla, ma accertati piuttosto che la sua voce biografica contenga il template Bio e che i dati anagrafici siano correttamente compilati. Se il template Bio manca, inseriscilo tu stesso o, in alternativa, metti l'avviso {{tmp\|Bio}} che ne segnala la mancanza. Se i dati riportati sono sbagliati, correggi direttamente la voce biografica; le modifiche saranno visibili in questa lista entro pochi giorni. Per chiarimenti vedi il progetto biografie. La lista contiene solo le 79 persone che sono citate nell'enciclopedia e per le quali è stato implementato correttamente il template Bio. Pagina aggiornata al 18 ago 2025. |

## Gennaio(6)
- 4 gennaio - Giovanni Giacomo Gastoldi, compositore e cantante italiano
- 7 gennaio - Matthew Scrivener, esploratore e avvocato inglese
- 8 gennaio - Fernando Niño de Guevara, cardinale spagnolo (n. 1541)
- 11 gennaio - Orazio Maffei, cardinale e arcivescovo cattolico italiano (n. 1580)
- 17 gennaio - Giulio Cesare Croce, scrittore, cantastorie e commediografo italiano (n. 1550)
- 21 gennaio - Giuseppe Giusto Scaligero, storico, scrittore e umanista francese (n. 1540)

## Febbraio(4)
- 3 febbraio - Ferdinando I de' Medici, cardinale italiano (n. 1549)
- 6 febbraio - Cesare Benedetti, vescovo cattolico italiano (n. 1539)
- 10 febbraio - Serafino Olivier-Razali, cardinale e patriarca cattolico francese (n. 1538)
- 27 febbraio - Robert Sackville, II conte di Dorset, politico inglese (n. 1561)

## Marzo(5)
- 5 marzo - Francesco Calzolari, farmacista e botanico italiano (n. 1522)
- 23 marzo - Tanaka Yoshimasa, militare giapponese (n. 1548)
- 25 marzo - Isabelle de la Tour, nobildonna francese (n. 1535)
- 25 marzo - Olaus Martini, arcivescovo luterano svedese (n. 1557)
- 25 marzo - Giovanni Guglielmo di Jülich-Kleve-Berg, duca (n. 1562)

## Aprile(6)
- 4 aprile - Carolus Clusius, botanico e docente francese (n. 1526)
- 6 aprile - Merkelis Giedraitis, vescovo cattolico lituano
- 14 aprile - Gasparo da Salò, liutaio e contrabbassista italiano (n. 1540)
- 22 aprile - Organtino Gnecchi Soldo, gesuita e missionario italiano (n. 1532)
- 28 aprile - Sebastiano Cattaneo, vescovo cattolico e scrittore italiano (n. 1545)
- 28 aprile - Marsilio Landriani, vescovo cattolico italiano (n. 1528)

## Maggio(5)
- 11 maggio - Antoine d'Estrées, nobile e ufficiale francese (n. 1529)
- 13 maggio - Giovanni Battista Armenini, scrittore e pittore italiano (n. 1530)
- 15 maggio - Giovanni Croce, compositore italiano (n. 1557)
- 19 maggio - García Hurtado de Mendoza, generale spagnolo (n. 1535)
- 19 maggio - Jacob Lorhard, filosofo tedesco (n. 1561)

## Giugno(5)
- 4 giugno - Kyōgoku Takatsugu, militare giapponese (n. 1560)
- 14 giugno - Giulia Orsini, nobile italiana
- 15 giugno - Yamada Arinobu, militare giapponese (n. 1544)
- 23 giugno - Giulio Cesare Gonzaga di Bozzolo, nobile italiano (n. 1552)
- 25 giugno - Giulio Cesare d'Austria

## Luglio(4)
- 8 luglio - Ludovico III de Torres, cardinale e arcivescovo cattolico italiano (n. 1551)
- 15 luglio - Annibale Carracci, pittore italiano (n. 1560)
- 20 luglio - Federico Zuccari, pittore italiano (n. 1539)
- 29 luglio - Ludovico Agostini, letterato italiano (n. 1536)

## Agosto(1)
- 18 agosto - Francis Vere, militare inglese (n. 1560)

## Settembre(4)
- 2 settembre - Ippolito Baccusi, compositore italiano
- 17 settembre - Pierre Biard il Vecchio, architetto e scultore francese (n. 1559)
- 17 settembre - Judah Loew, rabbino, filosofo e mistico ceco
- 19 settembre - Giovanni Battista Caccia, nobile italiano (n. 1571)

## Ottobre(5)
- 1º ottobre - Giovanni Matteo Asola, compositore italiano (n. 1524)
- 9 ottobre - Henri van Cuyk, vescovo cattolico e umanista olandese (n. 1546)
- 9 ottobre - Giovanni Leonardi, presbitero e santo italiano
- 16 ottobre - Dorotea Edvige di Brunswick-Wolfenbüttel, principessa (n. 1587)
- 26 ottobre - Matsudaira Tadayori, militare giapponese (n. 1582)

## Novembre(1)
- 25 novembre - Pedro de Castro, arcivescovo cattolico portoghese (n. 1537)

## Dicembre(1)
- 25 dicembre - Oswald Croll, alchimista, medico e farmacista tedesco (n. 1560)

## Senza giorno specificato(32)
- Pedro de Aguado, francescano spagnolo (n. 1538)
- Giovanni Lorenzo d'Anania, geografo e teologo italiano (n. 1545)
- Jacob Arminio, pastore protestante e teologo olandese
- Barnabe Barnes, poeta e drammaturgo inglese (n. 1571)
- Giovan Francesco Beatrice, criminale italiano (n. 1556)
- Giovanni Francesco Bordini, arcivescovo cattolico italiano (n. 1536)
- Francisco Cabral, gesuita e missionario portoghese (n. 1529)
- Giovanni de Cardona, ammiraglio e militare spagnolo
- Cornelis Claesz, cartografo e editore olandese (n. 1546)
- Elizabeth Cooke, poetessa, scrittrice e nobile inglese (n. 1528)
- Andrea Fachinei, giurista italiano (n. 1549)
- Antonio Ferraro, pittore italiano (n. 1523)
- Antonio Gentili, scultore e orafo italiano (n. 1519)
- Giovanni Pietro Gnocchi, pittore italiano (n. 1553)
- James Hamilton, III conte di Arran, nobile e militare scozzese
- Joseph Heintz il Vecchio, pittore svizzero (n. 1564)
- John Lumley, I barone Lumley, nobile e letterato inglese (n. 1533)
- Celio Malespini, scrittore, falsario e avventuriero italiano (n. 1531)
- Muzio Manfredi, poeta e commediografo italiano
- Ulrich Mettler, condottiero e politico svizzero
- Scipione Montalcini, vescovo cattolico italiano
- Giulio Morina, pittore italiano
- Nasu Sukeharu, militare giapponese (n. 1556)
- Giovanni Battista Natolini, tipografo e scrittore italiano (n. 1551)
- Tullio Petrozzani, politico e religioso italiano (n. 1538)
- John Ratcliffe, esploratore e politico inglese (n. 1549)
- Altobello Salicato, tipografo italiano
- Tamura Naomasa, militare giapponese (n. 1543)
- Giusto Utens, pittore fiammingo
- Tiburzio Vergelli, scultore italiano (n. 1551)
- Hans Vredeman de Vries, architetto, ingegnere e pittore fiammingo
- Lodovico de Grigis, vescovo cattolico italiano